# قرار مجلس الأمن التابع للأمم المتحدة رقم 857
قرار مجلس الأمن التابع للأمم المتحدة رقم 857، الذي تم تبنيه بالإجماع في 20 آب / أغسطس 1993، بعد التأكيد على القرارات 808 (1993) و827 (1993) والنظر في الترشيحات لقضاة المحكمة الجنائية الدولية ليوغوسلافيا السابقة التي تلقاها الأمين العام بطرس بطرس غالي قبل 16 آب / أغسطس 1993، أنشأ المجلس قائمة المرشحين وفقًا للمادة 13 من النظام الأساسي للمحكمة الدولية.

وكانت قائمة الترشيحات على النحو التالي: 
- خوليو أ. باربيريس (الأرجنتين)
- رفائيل باراس (سويسرا)
- سيخ كامارا (غينيا)
- أنطونيو كاسيسي (إيطاليا)
- هانز كوريل (السويد)
- جول ديشين (كندا)
- ألفونسو دي لوس إيروس (بيرو)
- جيرزي جاسينسكي (بولندا)
- هايك يونغ (ألمانيا)
- أدولفوس غودوين كاريبي - وايت (نيجيريا)
- فالنتين ج. كيسيليف (الاتحاد الروسي)
- جيرمان لو فوييه دي كوستيل (فرنسا)
- لي هاوبي (الصين)
- غابرييل كيرك ماكدونالد (الولايات المتحدة)
- أمادو ندياي (مالي)
- دانيال ديفيد نتاندا نسيريكو (أوغندا)
- إليزابيث أوديو بينيتو (كوستاريكا)
- حسين بازارجي (تركيا)
- موراجوداج كريستوفر والتر بينتو (سريلانكا)
- رستم سيدهوا (باكستان)
- نينيان ستيفن (أستراليا)
- لال تشان فوهراه (ماليزيا)

## روابط خارجية
- نص القرار في undocs.org